# Championnat de France de football de troisième division 2001-2002
Navigation
National 2000-2001 National 2002-2003
Le Championnat de France de football National 2001-2002 a vu la victoire du Clermont Foot.
À noter la présence du Toulouse FC relégué de division 1 pour des raisons financières qui remplace le FC Martigues finalement repêché en Division 2.
Quatre équipes montent en Division 2 à la suite du passage de la Division 1 de 18 à 20 clubs.

## Les 20 clubs participants
| Club                    | En National depuis | Classement 2000-2001   | Entraîneur          | Depuis | Stade                     | Capacité | Part |
| ----------------------- | ------------------ | ---------------------- | ------------------- | ------ | ------------------------- | -------- | ---- |
| Toulouse FC             | 2001               | 16e (Division 1)       | Erick Mombaerts     | 2001   | Stadium de Toulouse       | 35 472   | 0    |
| AS Cannes               | 2001               | 19e (Division 2)       | René Marsiglia      | 2001   | Stade Pierre-de-Coubertin | 10 000   | 0    |
| SCO Angers              | 2001               | 20e (Division 2)       | Stéphane Mottin     | 2001   | Stade Jean Bouin          | 17 000   | 3    |
| Clermont Foot           | 1999               | 4e                     | Hubert Velud        | 2001   | Stade Gabriel Montpied    | 11 980   | 2    |
| Stade de Reims          | 1999               | 5e                     | Marc Collat         | 2000   | Stade Auguste-Delaune     | 9 500    | 2    |
| Stade brestois          | 2000               | 6e                     | Alain de Martigny   | 1999   | Stade Francis-Le Blé      | 10 002   | 1    |
| RC France               | 1997               | 7e                     | Jean-Michel Cavalli | 2000   | Stade de Colombe          | 7 000    | 4    |
| La Roche VF             | 2000               | 9e                     | Éric Bourget        | 2000   | Stade Henri-Desgrange     | 9 000    | 1    |
| ASOA Valence            | 2000               | 10e                    | Didier Notheaux     | 2000   | Stade Georges-Pompidou    | 14 380   | 1    |
| Olympique d'Alès        | 2000               | 11e                    | Jacques Novi        | 2000   | Stade Pierre-Pibarot      | 10 000   | 1    |
| Besançon RC             | 1999               | 12e                    | Stéphane Paille     | 2001   | Stade Léo-Lagrange        | 4 900    | 2    |
| CS Louhans-Cuiseaux     | 2000               | 13e                    | Alain Ravera        | 2001   | Parc des sports du Bram   | 9 750    | 2    |
| Olympique Noisy-le-Sec  | 1997               | 14e                    |                     |        | Stade Salvador-Allende    | 2 000    | 4    |
| Pau FC                  | 1998               | 15e                    | Joël Lopez          | 1999   | Stade du Hameau           | 13 000   | 3    |
| Dijon FCO               | 2000               | 16e                    | Mario Relmy         | 1999   | Stade Gaston-Gérard       | 10 000   | 1    |
| US Boulogne             | 2001               | 1er (National 2 Gr. A) | Jacky Colinet       | 2001   | Stade de la libération    | 6 600    | 0    |
| Calais RUFC             | 2001               | 2e (National 2 Gr. A)  | Manuel Abreu        | 2001   | Stade Julien-Denis        | 2 100    | 0    |
| FC Sète                 | 2001               | 1er (National 2 Gr. B) | Laurent Scala       | 2001   | Stade Louis-Michel        | 1 200    | 0    |
| AS Angoulême            | 2001               | 1er (National 2 Gr. C) | Hervé Goursat       | 2001   | Stade Camille-Lebon       | 6 500    | 2    |
| US Lusitanos Saint-Maur | 2001               | 1er (National 2 Gr. D) |                     |        | Stade Adolphe-Chéron      | 3 500    | 2    |

## Classement final
| Rang | Équipe                    | Pts | J  | G  | N  | P  | Bp | Bc | Diff |
| ---- | ------------------------- | --- | -- | -- | -- | -- | -- | -- | ---- |
| 1    | Clermont Foot             | 77  | 38 | 22 | 11 | 5  | 52 | 28 | +24  |
| 2    | Stade de Reims            | 76  | 38 | 22 | 10 | 6  | 51 | 22 | +29  |
| 3    | ASOA Valence              | 74  | 38 | 21 | 11 | 6  | 58 | 33 | +25  |
| 4    | Toulouse FC R             | 74  | 38 | 21 | 11 | 6  | 54 | 20 | +34  |
| 5    | AS Angoulême P            | 69  | 38 | 20 | 9  | 9  | 51 | 36 | +15  |
| 6    | AS Cannes R               | 69  | 38 | 20 | 9  | 9  | 47 | 28 | +19  |
| 7    | CS Louhans-Cuiseaux       | 55  | 38 | 14 | 13 | 11 | 43 | 33 | +10  |
| 8    | Olympique d'Alès          | 54  | 38 | 15 | 8  | 15 | 44 | 49 | -5   |
| 9    | Angers SCO R              | 48  | 38 | 10 | 18 | 10 | 37 | 34 | +3   |
| 10   | La Roche-sur-Yon VF       | 47  | 38 | 13 | 8  | 17 | 40 | 51 | -11  |
| 11   | Besançon RC               | 47  | 38 | 13 | 8  | 17 | 34 | 42 | -8   |
| 12   | FC Sète P                 | 45  | 38 | 12 | 9  | 17 | 35 | 47 | -12  |
| 13   | Stade brestois            | 44  | 38 | 11 | 11 | 16 | 40 | 43 | -3   |
| 14   | RC France                 | 43  | 38 | 8  | 19 | 11 | 40 | 41 | -1   |
| 15   | Dijon FCO                 | 42  | 38 | 12 | 6  | 20 | 40 | 53 | -13  |
| 16   | Pau FC                    | 42  | 38 | 11 | 9  | 18 | 32 | 47 | -15  |
| 17   | US Boulogne CO P          | 41  | 38 | 10 | 11 | 17 | 31 | 44 | -13  |
| 18   | US Lusitanos Saint-Maur P | 37  | 38 | 9  | 10 | 19 | 32 | 49 | -17  |
| 19   | Olympique Noisy-le-Sec    | 31  | 38 | 7  | 10 | 21 | 28 | 55 | -27  |
| 20   | Calais RUFC P             | 19  | 38 | 2  | 13 | 23 | 23 | 57 | -34  |

Promotions et relégations
- Promotion en Ligue 2 2002-2003
- Rétrogradation administrative
- Relégation en CFA 2002-2003
- -3 : Points de pénalité reçus

Abréviations
- P : Promu de CFA 2000-2001
- R : Relégué de Ligue 2 2000-2001

- En cas d'égalité de points, les équipes sont départagées à la différence de buts particulière.
- Pour des raisons financières, le Racing Club de France est relégué administrativement en CFA et Calais en CFA 2.

## Classement des buteurs 2001-2002
| #   |                      | Joueur               | Club                     | Buts |
| --- | -------------------- | -------------------- | ------------------------ | ---- |
| 1er | Drapeau du Sénégal   | Kor Sarr             | AS Angoulême-Charente 92 | 22   |
| 2e  | Drapeau de la France | Stéphane Beyrac      | La Roche Vendée Football | 16   |
| 3e  | Drapeau de la France | David Suarez         | AS Cannes                | 15   |
|     | Drapeau de la France | Matthias Verschave   | Clermont Foot            | 15   |
| 5e  | Drapeau de la France | Vincent Boulanger    | Clermont Foot            | 13   |
|     | Drapeau de la France | Mickaël Colloredo    | FC Sète                  | 13   |
|     | Drapeau de la France | Sébastien Macé       | Toulouse FC              | 13   |
| 8e  | Drapeau de la France | Marc Maufroy         | SCO Angers               | 12   |
|     | Drapeau de la France | Marc-Antoine Fortuné | AS Angoulême-Charente 92 | 12   |
|     | Drapeau du Sénégal   | Basile De Carvalho   | CS Louhans-Cuiseaux      | 12   |

## Les champions
| Nom                   | Nationalité | Naissance         | Poste     | Matches | Buts |
| --------------------- | ----------- | ----------------- | --------- | ------- | ---- |
| Matthias Verschave    | France      | 24 décembre 1977  | Attaquant | 35      | 15   |
| Vincent Boulanger     | France      | 14 juin 1977      | Attaquant | 34      | 13   |
| Christophe Chastang   | France      | 8 juin 1971       | Attaquant | 24      | 7    |
| Raphaël Clapson       | France      |                   | Milieu    |         | 3    |
| Sylvain Poinçon       | France      | 2 septembre 1973  | Milieu    |         | 3    |
| Aziz Belissasoui      | France      |                   | Milieu    |         | 2    |
| Gautier Jean Luc      | France      |                   | Milieu    |         | 2    |
| Julien Talfournier    | France      |                   | Milieu    |         | 2    |
| Olivier Enjolras      | France      | 28 décembre 1971  | Gardien   | 29      | 0    |
| Sébastien Mazeyrat    | France      | 10 octobre 1978   | Défenseur | 29      | 0    |
| Mauro Piutti          | Croatie     | 26 octobre 1971   | Défenseur |         |      |
| Jean-Baptiste Maronne | France      | 12 août 1979      | Milieu    |         |      |
| Bertrand Vially       | France      | 4 février 1978    | Défenseur |         |      |
| Emmanuel Gas          | France      | 11 septembre 1970 | Défenseur |         |      |
| Hubert Castets        | France      | 10 novembre 1971  | Défenseur |         |      |
| Yvan Bourgis          | France      | 24 septembre 1979 | Défenseur |         |      |
| Ludovic Assemoassa    | Togo        | 18 septembre 1980 | Défenseur |         |      |